# Long Beach (Californië)

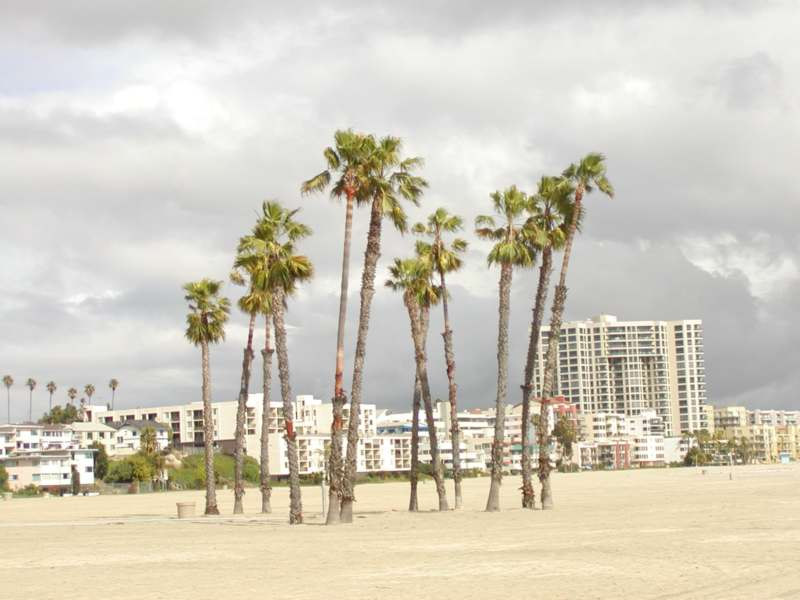
Het strand van Long Beach op een winderige dag

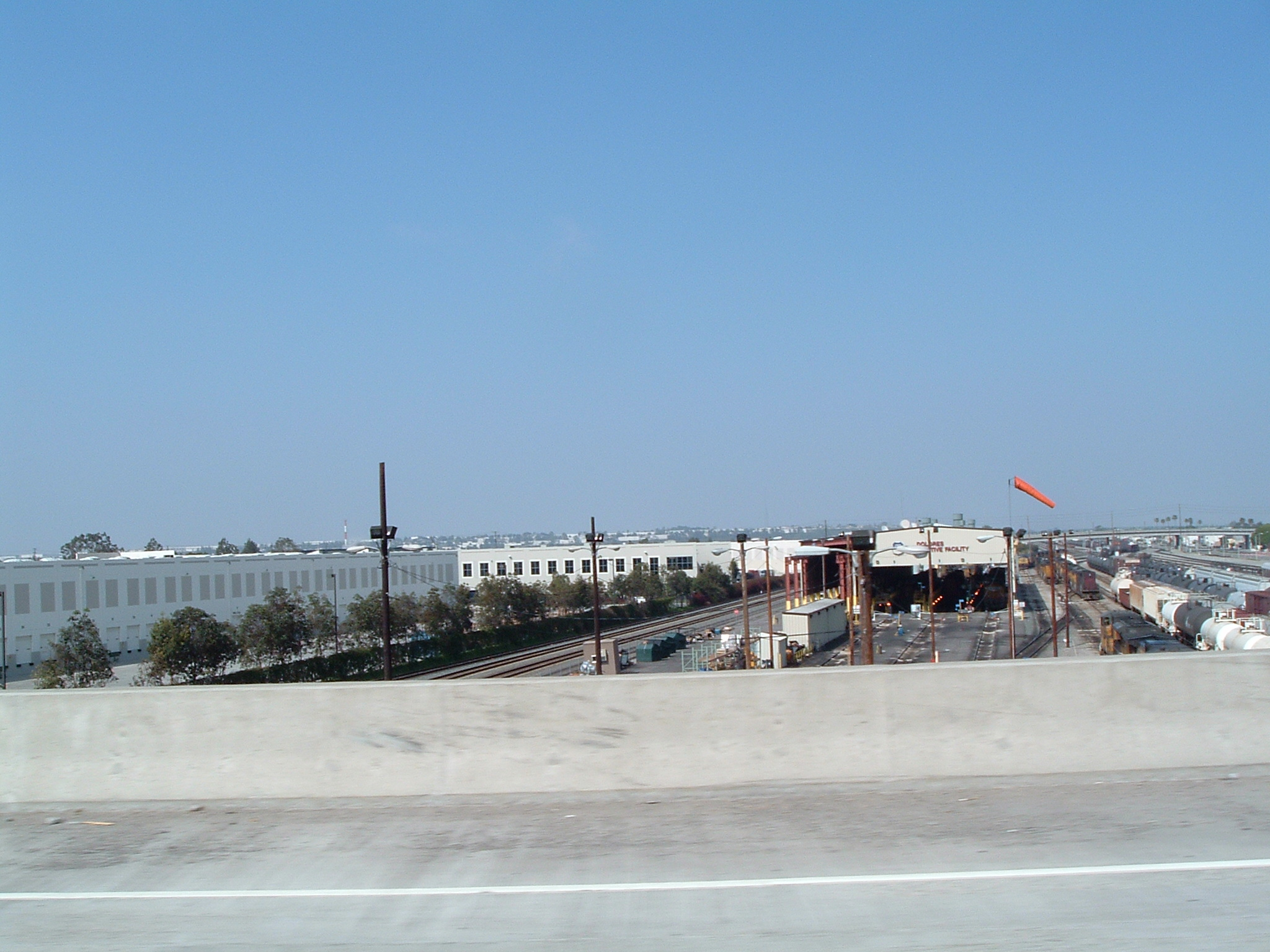
Transport in Long Beach

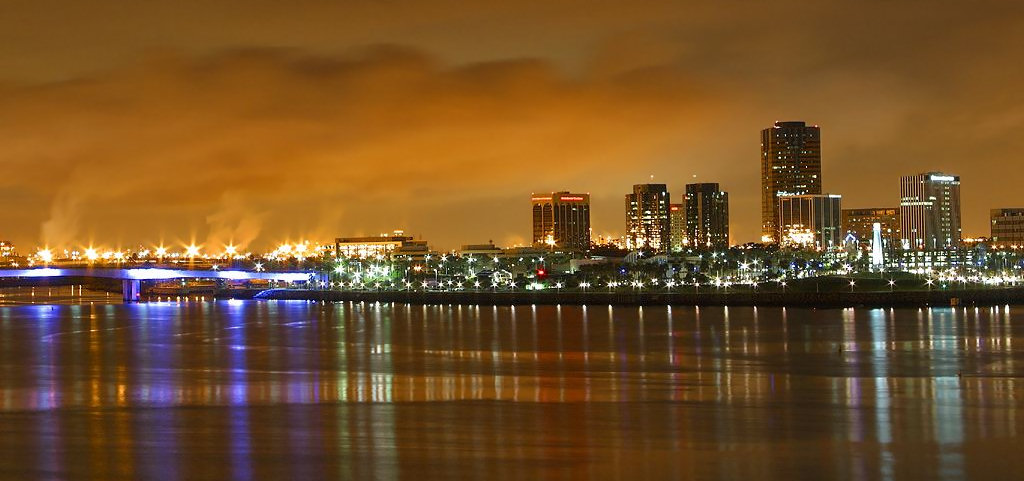
Downtown Long Beach beach bij avond

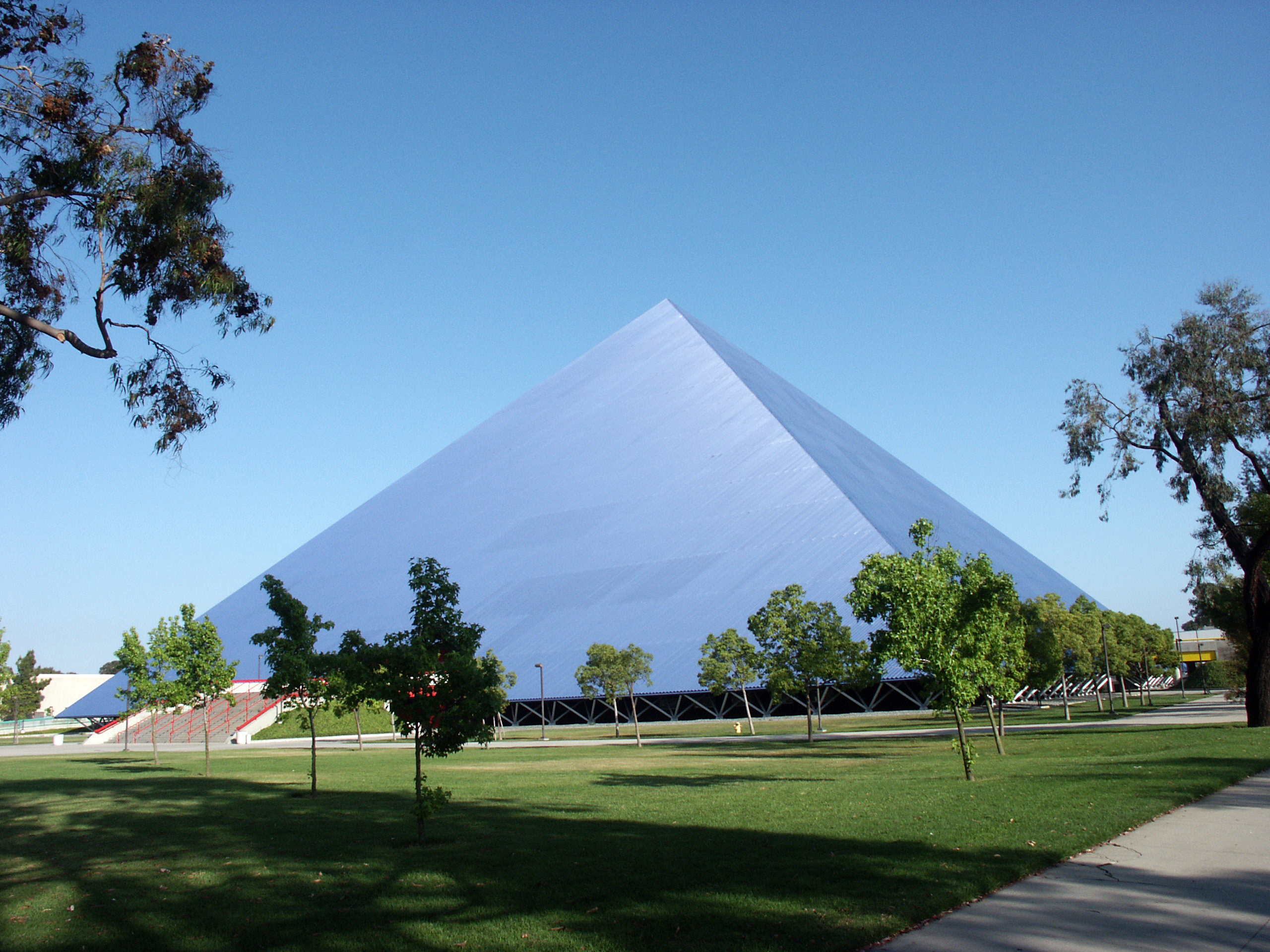
Walter Pyramid is een multifunctioneel stadion van de California State University - Long Beach

Long Beach is een middelgrote stad in de Amerikaanse staat Californië in het zuidelijke deel van Los Angeles County aan de Grote Oceaan. De stad huisvest de etnisch meest diverse populatie in de Verenigde Staten. Ook opvallend is de welvarendheid die er wordt genoten aangedreven door de winstgevende havenbedrijven die er zijn gevestigd. Vaak wordt de stad als deel van Los Angeles gezien, maar gezien het statuut van onafhankelijke stad geniet Long Beach zelfbestuur.

## Geschiedenis
Aanvankelijk woonde in het gebied waar nu Long Beach, Californië ligt de zogenoemde Tongva-stam. Dit was een indianenstam die gedurende de 19e eeuw door de kolonisator Spanje werd verdreven. Gedurende de 19e eeuw kwamen er kolonisten in het gebied waar nu Long Beach ligt. Zij stichtten de stad Long Beach. Zij maakten ranches die tegenwoordig nog in een openluchtmuseum in Long Beach zijn te bezichtigen. Aan het begin van de 20e eeuw groeide Long Beach uit tot een badplaats. Tijdens de grote economische depressie van de jaren 30 werd de stad in 1933 opgeschrikt door een aardbeving van 6,3 op de schaal van Richter. 120 mensen overleefden de aardbeving niet. Na de Tweede Wereldoorlog wist de stad verder te groeien. Gedreven door de winstgevende havenbedrijven ontstonden er ook andere industrieën van belang waardoor de stad verder wist te groeien en ook steeds welvarender werd.

## Sociaal-geografische situatie

### Statistieken
De statistieken van Long Beach, Californië in het jaar 2000 zijn als volgt: er wonen 461.522 mensen; er zijn 163.088 huishoudens; de stad herbergt zo'n 99.646 families.
Het gemiddelde inkomen in Long Beach, in 2000 ligt iets onder de $40.000 wat ruim boven het gemiddelde van de V.S is.

### Bevolkingsgroepen
Een opvallend gegeven is dat in Long Beach 1% van de populatie bestaat uit Japanners. Zij hebben een bijdrage geleverd aan de opbouw van de stad gedurende de laatste twee eeuwen toen zij nog in groteren getale aanwezig waren. De Japanse populatie is mede door vermenging tot een verwaarloosbaar percentage geworden.
Andere raciale groepen die te onderscheiden zijn: blanken 45,16%, Latino/Hispanic 35,77%, Afrikaans-Amerikaans 14,87%, Aziatisch 12,05%, gemengd ras 5,27% en inheemse Amerikanen 0,84%. Het is dus een multiculturele samenleving die Long Beach zo kleurrijk maakt. Zo woont er in de stad bijvoorbeeld de grootste groep Cambodjanen buiten Cambodja.

### Cultuur
Er zijn enkele musea in Long Beach, namelijk: Long Beach Museum of Art, Long Beach Museum of Art Foundation en het Museum of Latin American Art, dat als enige museum in Amerika uitsluitend de Latijns-Amerikaanse kunst vertoont. Ook zijn er een paar architectonisch interessante bouwwerken zoals de piramide. Natuurlijk ontbreken de wolkenkrabbers in het stadscentrum en aan de kust niet.

## Bedrijfseconomische aspecten

### Ruimtevaart/ luchtvaart
In Long Beach is er veel luchtvaartindustrie. Ook zijn er bedrijven waar men apparatuur en onderdelen produceert voor de ruimtevaart die zich ook in Californië bevindt.

### Haven
De haven van Long Beach, Californië is de op een na grootste haven van Amerika. Het is voornamelijk een containerhaven. De haven levert een aanzienlijke bijdrage aan de werkgelegenheid van de stad. Vanuit Long Beach, Californië worden veel containers verder het land in vervoerd per trein. Long Beach heeft dan ook een uitgebreid stelsel van treinverbindingen en is verweven met de rest van West-Amerika.

## Klimaat
Het klimaat in Long Beach, Californië is te vergelijken met een soort van tropisch Middellandse Zeeklimaat. Het is er in de zomer redelijk koel, met temperaturen die tussen de 20 en de 30 graden Celsius liggen. In de winter liggen de temperaturen tussen de 15 en de 20 graden Celsius. Long Beach heeft dus gedurende het hele jaar een vrij constant klimaat.
In januari is de gemiddelde temperatuur 13,3 °C, in juli is dat 22,8 °C. Jaarlijks valt er gemiddeld 299,7 mm neerslag (gegevens op basis van de meetperiode 1961-1990).

## Stedenbanden
- Guadalajara (Mexico)

## Plaatsen in de nabije omgeving
De onderstaande figuur toont nabijgelegen plaatsen in een straal van 16 km rond Long Beach.

## Bekende inwoners van Long Beach

### Geboren
- Cornelius Warmerdam (1915-2001), polsstokhoogspringer
- Sally Kellerman (1937-2022), actrice
- Frederick Hauck (1941), astronaut
- Barry Le Va (1941-2021), beeldend kunstenaar
- Walter Hill (1942), filmregisseur
- Billie Jean King (1943), tennisster
- Michelle Phillips (1944), zangeres en actrice
- Gary Graham (1950–2024), acteur
- Luann Ryon (1953-2022), handboogschutster
- Bo Derek (1956), actrice
- Lana Clarkson (1962-2003), actrice en model
- Joe Escalante (1963), muzikant
- Nicolas Cage (1964), acteur
- Lisanne Falk (1964), actrice en filmproducent
- Ken Block (1967-2023), rallyrijder en medeoprichter van DC Shoes
- Michael Stuhlbarg (1968), acteur
- Susan Williams (1969), triatlete
- Zack de la Rocha (1970), muzikant
- Julieta Venegas (1970), Mexicaans zangeres
- Warren G (1970), rapper en muziekproducent
- Ron Welty (1971), drummer
- Snoop Dogg (1971), rapper en acteur
- Brandi Andres (1973), actrice
- Dominique Arnold (1973), hordeloper
- Abe Cunningham (1973), drummer
- Annett Davis (1973), beachvolleyballer
- Daz Dillinger (1973), rapper
- Vanessa Blue (1974), pornoactrice en regisseur
- Tiffani Thiessen (1974), actrice
- Jay Buchanan (1975), muzikant
- Rusty Smith (1979), shorttracker
- Kayla Ewell (1985), actrice
- Gigi Ibrahim (1986), Egyptisch blogger en activist
- Julia Bond (1987), pornoactrice
- Jessica Hardy (1987), zwemster
- Russell Westbrook (1988), basketballer
- Ashley Benson (1989), actrice
- Scout Taylor-Compton (1989), actrice
- Jennette McCurdy (1992), actrice en zangeres
- Chloe Kim (2000), snowboardster
- Michael Whaley (onbekend), acteur, filmproducent, filmregisseur en scenarioschrijver